# Rose-Belle
Rose-Belle este un oraș în Mauritius. Este reședința districtului Grand Port.